# Krant

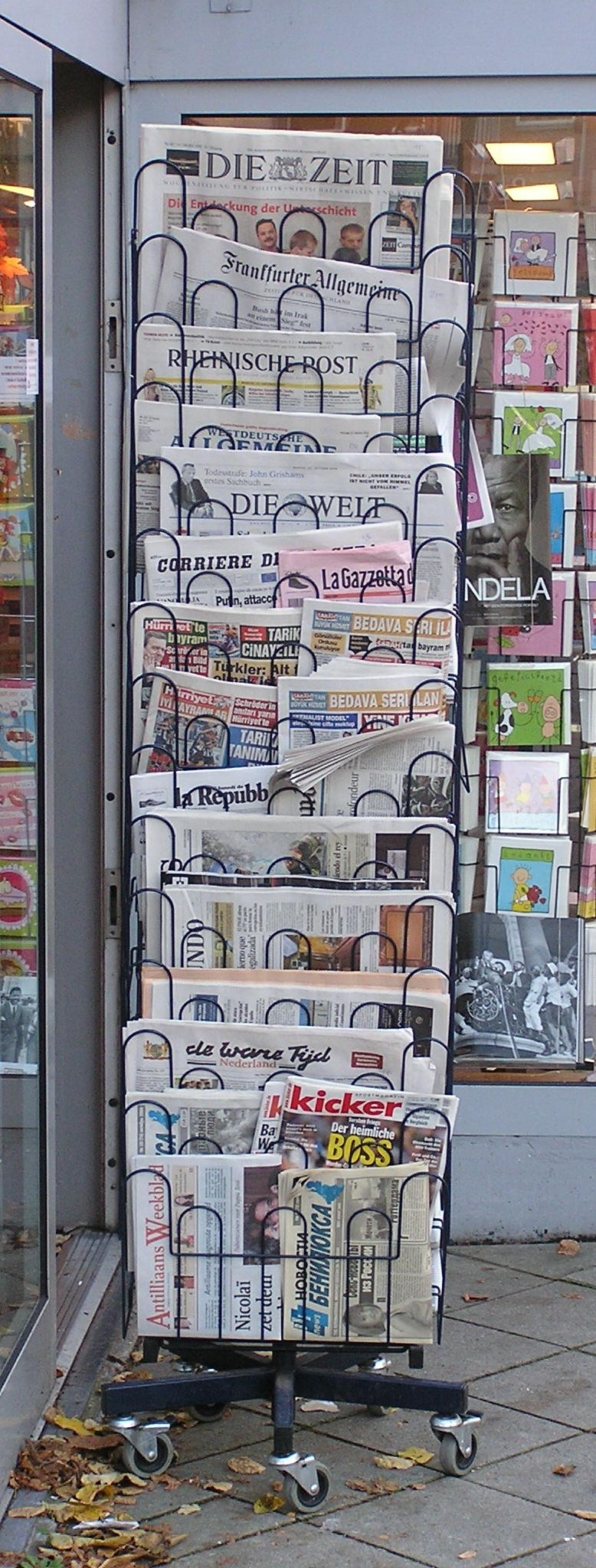
Rek met grote buitenlandse kranten

Een krant (vroeger: courant; ook wel: nieuwsblad of gazette) is een regelmatig verschijnende publicatie, meestal op papier gedrukt, waarin nieuws wordt opgenomen.
Een moderne krant heeft drie basisfuncties: 
- Ten eerste moet de krant haar lezers objectieve informatie bieden over datgene wat er in de wereld gebeurt. Daarbij gaat het over actuele gebeurtenissen of informatie die verbonden is met deze actualiteit.
- Ten tweede plaatst een moderne krant deze gebeurtenissen en ontwikkelingen in een context. De krant geeft duiding en levert commentaar.
- Tot slot kunnen bedrijven, instellingen en personen adverteren in de krant. Vanzelfsprekend zijn deze functies niet in alle kranten gelijkmatig aanwezig en zijn de verhoudingen in de loop der tijd geëvolueerd.

Daarnaast heeft elke krant ook nog een aantal nevenfuncties, zoals de lezers ontspanning bieden.
Dikwijls wordt het begrip gebruikt als synoniem voor dagblad. Dit is feitelijk niet helemaal juist. Zoals de naam al aangeeft verschijnt een dagblad dagelijks (doorgaans met uitzondering van zondag of maandag), terwijl sommige kranten minder frequent verschijnen. Elk dagblad is dus ook een krant, maar niet elke krant is een dagblad. Een voorbeeld van een krant die niet als dagblad verschijnt, is Le Monde diplomatique, die maandelijks uitkomt. In informele Belgisch-Nederlandse spreektaal wordt een krant soms ook gazet genoemd.
Doorgaans wordt er onderscheid gemaakt tussen algemene kranten (kranten die over van alles gaan) en gespecialiseerde kranten (kranten die meer over één onderwerp gaan). De meeste dagbladen zijn een voorbeeld van de eerste soort, kranten als Cobouw en het Het Financieele Dagblad zijn voorbeelden van de tweede soort.
Een recent fenomeen waren de gratis kranten, die in het begin van de eenentwintigste eeuw qua oplage de betaalde kranten naar de kroon staken. In Nederland was dat tot 2020 Metro en tot 2014 Sp!ts. Na jarenlange stijging begonnen in 2009 de advertentie-inkomsten van gratis kranten in Nederland te dalen, als gevolg van de kredietcrisis en de opkomst van de smartphone. België kent enkel Metro, dat zowel in een Franstalige als een Nederlandstalige versie verschijnt.

## Etymologie
Het woord krant is afgeleid van het Franse courant, dat gangbaar, actueel, lopend betekent en in zwang kwam voor het medium dat de lopende actualiteiten verspreidde. Het woord courant raakte ingeburgerd als leenwoord en werd nog lange tijd gebruikt naast de vernederlandste vorm krant. De titel van sommige hedendaagse Nederlandstalige dagbladen bevat nog de oude vorm, zoals de Leeuwarder Courant, die op 29 juli 1752 voor het eerst verscheen als Leeuwarder Saturdagse Courant.
Het woord gazet is vermoedelijk afgeleid via het Frans van het Italiaans. In Venetië werd een blad uitgegeven dat een gaza kostte, een muntstuk waarop een ekster stond afgebeeld. Het blad werd naar het muntstuk vernoemd, dat vermoedelijk zelf naar de afbeelding vernoemd was. Een andere mogelijkheid is dat gazet afgeleid is van gaza, een Latijns woord met wortels in het Perzisch dat via het Oudgrieks in het Latijn kwam, met als betekenis schatkamer.
In het Frans zijn de woorden gazet en courant verdrongen door journal, in het Nederlands door krant. Gazet en courant treft men nu voornamelijk aan in titels, zoals Gazet van Antwerpen en Leeuwarder Courant.

## Nederland
Nederland kent zeven landelijke betaalde ochtendbladen: De Telegraaf, de Volkskrant, Algemeen Dagblad, Trouw, Nederlands Dagblad, Financieele Dagblad, en nrc.next. Daarnaast is er één landelijk avondblad: het Reformatorisch Dagblad. Tot 2022 waren ook Het Parool en NRC Handelsblad avondbladen. Verder zijn er vele regionale kranten. Er zijn geen landelijke gratis kranten meer. Voorheen waren er in deze categorie DAG, die op 2 oktober 2008 is gestopt, De Pers, waarvan op 30 maart 2012 de laatste editie verscheen, Sp!ts, die voor het laatst verscheen op 9 oktober 2014 en Metro, die de laatste gratis krant uitbracht op 20 maart 2020.
Bijna 70 procent van de Nederlandse bevolking, ouder dan 13, leest dagelijks een krant. De Telegraaf is met een bereik van 15 procent de meest gelezen krant, gevolgd door het Algemeen Dagblad met 11 procent. De Gelderlander is de meest gelezen regionale krant (4 procent). Metro had van alle gratis kranten het hoogste bereik, met 13,7 procent per dag.
In 2008 had de helft van de Nederlandse huishoudens een abonnement op een krant.

### Oudste Nederlandse krant
De oudste Nederlandse krant was de Courante uyt Italien, Duytslandt, &c. uit 1618. Ze bestond uit een enkel blaadje papier, ongeveer op A4-formaat, aan één kant bedrukt. Een exemplaar ervan berust in de Zweedse Koninklijke Bibliotheek. Hoewel de uitgever Caspar van Hilten (?–c. 1623) met zijn Courante de eretitel "eerste courantier" draagt, is het zeker mogelijk dat de Tĳdinghe uyt verscheyde quartieren (1619-1671) tegelijk of eerder opgericht werd. Ook de Arnhemse Courant (1619-1636) was er vroeg bij.
De Opregte Haerlemsche Courant uit 1656 wordt ook vaak als een van de oudste kranten genoemd. Het Algemeen Handelsblad was de eerste krant die in 1830 elke dag uitkwam. De oudste onder dezelfde titel opererende krant van Nederland is de Leeuwarder Courant. De krant werd opgericht in 1752 en er stond in eerste instantie alleen maar buitenlands nieuws in, want dit was wat de lezers, voornamelijk kooplieden, aansprak. Later kwam er ook nationaal nieuws in de krant en pas sinds 1850 ook provinciaal nieuws.

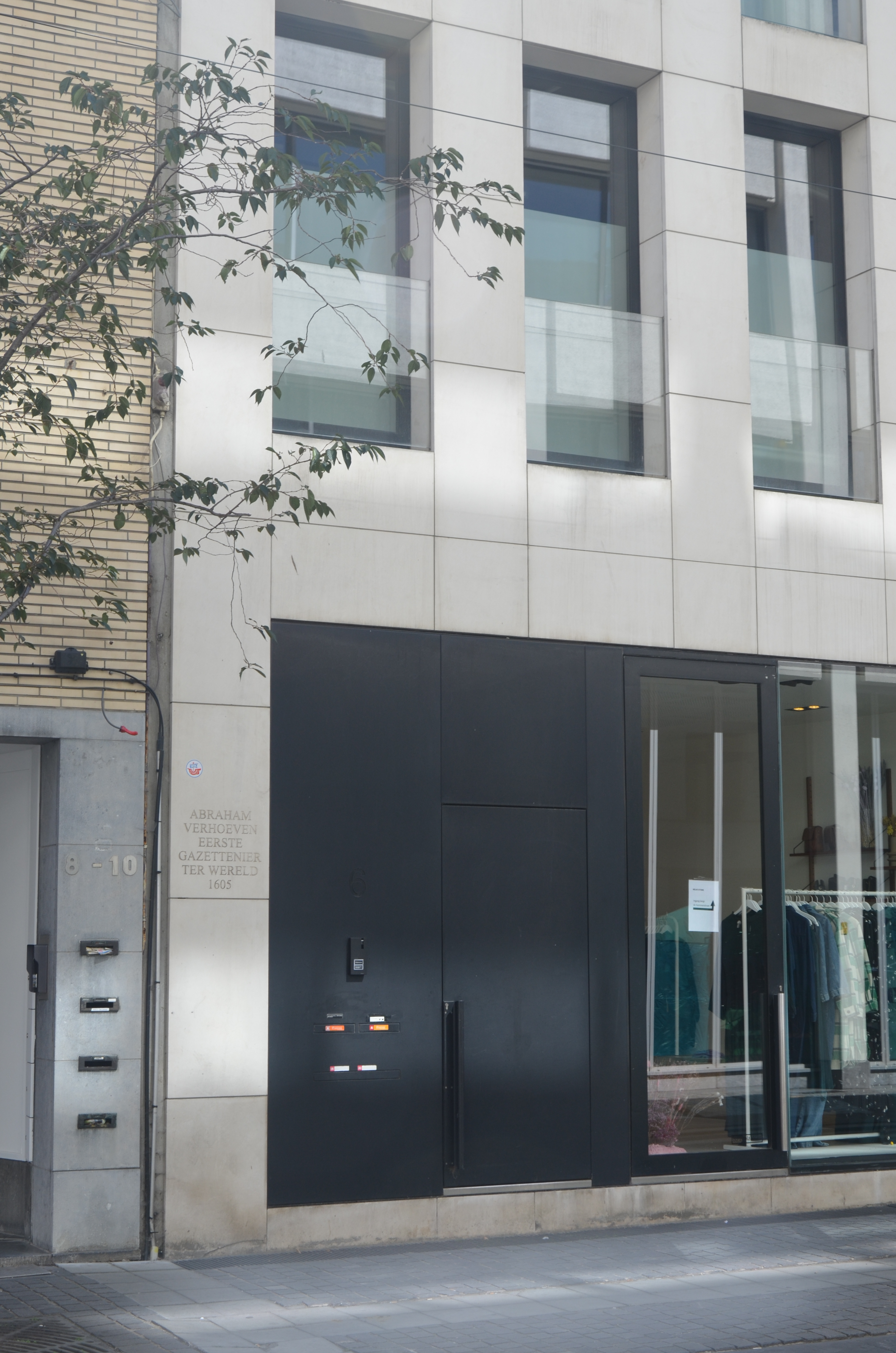
Lombaardenvest, 6 te Antwerpen locatie drukkerij van Abraham Verhoeven

In Antwerpen verscheen de eerste Nederlandstalige krant, de Nieuwe Tijdinghen (1620-1629) van de gezagsgetrouwe uitgever Abraham Verhoeven. Hoewel de krant met periodieke uitgaven pas opgericht werd in 1620, zijn er publicaties van de Nieuwe Tijdinghen beschikbaar vanaf 1605.
De Nationalestraat, grenzend aan de Lombaardvest, bleef tot de jaren 70 van de 20ste eeuw het krantenuitgeverscentrum van Antwerpen.

## België
In België zijn kranten voornamelijk in hun eigen taalgebied actief. Bovenregionaal zijn: Het Laatste Nieuws, Het Nieuwsblad, De Standaard, De Morgen, De Tijd en de Franstalige kranten Le Soir, L'Echo, La Dernière Heure en La Libre Belgique. De belangrijkste regionale kranten van Vlaanderen zijn Gazet van Antwerpen en Het Belang van Limburg. De Gentenaar is de Gentse editie van Het Nieuwsblad terwijl De Nieuwe Gazet de Antwerpse editie van Het Laatste Nieuws was. In West-Vlaanderen is er de Krant van West-Vlaanderen met het plaatselijke nieuws.

## Elders
In Groot-Brittannië zijn enkele kranten de The Independent, The Times, The Daily Telegraph, The Guardian, The Observer, de Daily Mail, The Sun, de Daily Express en de Daily Mirror.
In de Verenigde Staten en Canada zijn enkele kranten The Wall Street Journal en USA Today. Grote steden hebben ook een eigen krant, zoals The New York Times en The Washington Post. In Canada de The Globe and Mail en de National Post.
Andere voorbeelden van wereldwijd bekende en aansprekende kranten zijn Le Monde (Frankrijk), El País (Spanje), la Repubblica (Italië), Frankfurter Allgemeine Zeitung (Duitsland) en Pravda (Rusland). Tevens zijn er internationale kranten, zoals de International Herald Tribune.
Sinds de beginjaren van de Sovjet-Unie werden muurkranten gemaakt, een fenomeen dat zich in de jaren erna snel verspreide over de andere communistische landen.

## Chronologie
- 59 v.Chr.: Julius Caesar nam het initiatief om in Rome de Acta diurna uit te geven, dagelijkse berichten over diverse stads- en staatsaangelegenheden, gepubliceerd op uithangborden op openbare plaatsen.
- 713: De eerste handgeschreven krant, Kai Yuan Za Bao, werd in China gepubliceerd.
- 1492: Een krant bestaand uit één blad beschreef de intocht van de Venetiaanse gazant op 16 juni.
- 1605: Johann Carolus publiceerde de eerste wekelijkse krant, de Relation, in Straatsburg, dat toen nog op Duits grondgebied lag. Het oudst bewaard gebleven exemplaar dateert uit 1609. Ongeveer tegelijkertijd verscheen in Wolfenbüttel in Brunswijk de krant Aviso. Het netwerk van medewerkers van beide kranten strekte zich uit over heel Europa. Het nieuws was daarom voornamelijk nieuws uit het buitenland. Beide kranten voldeden aan de criteria die tegenwoordig voor een krant gelden: gedrukt, regelmatige verschijning, grote oplage en de mogelijkheid tot abonneren.
- 1610: Amsterdam kreeg haar eerste Franstalige krant.
- 1618: Courante uyt Italien, Duytslandt, &c. (zie boven) verscheen in Amsterdam als eerste krant in de Nederlandse taal.
- 1620: Abraham Verhoeven, die sinds 1605 op onregelmatige tijdstippen nieuwsboekjes en nieuwsprenten had gepubliceerd, begon te Antwerpen met de regelmatige uitgave van zijn Nieuwe Tijdinghen, de eerste krant met krantenkop en illustraties op de voorpagina.
- 1621: De eerste Engelstalige private krant, The Corante, werd voor de eerste maal gepubliceerd, in Londen.
- 1631: La Gazette, de eerste Franse krant kwam uit.
- 1645: Oprichting van de tot en met 2006 oudste krant, Post- och Inrikes Tidningar te Zweden, met dagelijks nieuws over faillissementen en mededelingen van bedrijven en de overheid. Het dagblad, volgens de World Association of Newspapers (WAN) het oudste ter wereld, is vanaf 1 januari 2007 alleen nog op internet te lezen.
- 1650: 's Werelds eerste dagelijks gedrukte krant, Einkommende Zeitungen (binnenkomende mededelingen) werd opgericht in Leipzig, Duitsland.
- 1656: De Opregte Haarlemsche Courant werd opgericht, eerst als weekblad (Weeckelijcke Courante van Europa), later als dagblad. Fuseerde in de Tweede Wereldoorlog met het Haarlems Dagblad. Sindsdien maakt dat blad er aanspraak op de oudste krant ter wereld te zijn.
- 1665: De oudste nog bestaande Engelse krant, The London Gazette werd voor het eerst uitgegeven.
- 1666: De eerste Deense krant, Den Danske Mercurius, verscheen in Ribe door Anders Bording.
- 1690: Worcester Post-Man opgericht. In 1753 werd dat Berrow's Worcester Journal. The Worcester Post-Man/Berrow's Worcester Journal is 's werelds oudste overgebleven onofficiële krant. Publick Occurrences Both Foreign and Domestick in Boston werd ook de eerste krant gepubliceerd in Brits Noord-Amerika.
- 1702: De eerste dagelijkse krant van Engeland, the Daily Courant, werd opgericht door Samuel Buckley.
- 1728: Sankt-Peterburgskie Vedomosti, de oudste Russische krant die nog steeds in omloop is, werd opgericht in Sint-Petersburg.
- 1749: Berlingske Tidende, de oudste nog bestaande Deense krant, werd opgericht door E.H Berling.
- 1752: De Leeuwarder Courant werd opgericht, de oudste nog bestaande onafhankelijke krant van Nederland.
- 1763: Norske Intelligenz-Sedler, de eerste krant van Noorwegen, werd uitgegeven.
- 1785: The Daily Universal Register werd opgericht door John Walters. Op 1 januari 1788 werd dit The Times.
- 1827: El Mercurio, de oudste Spaanstalige krant, verscheen voor het eerst in de havenstad Valparaíso in Chili.
- 1851: The New York Times werd voor het eerst gepubliceerd.
- 1871: Yokohama Mainichi Shimbun (Yokohama Daily News) werd gesticht als de eerste dagelijkse krant in Japan.
- 1884: Ottmar Mergenthaler vond de Linotype uit, een zetmachine die werd gebruikt tot in de jaren tachtig van de twintigste eeuw.
- 1921: De Telegraaf introduceerde als eerste krant in Nederland een fotopagina.
- 2020: Metro, de laatste gratis krant van Nederland, verdween uit het straatbeeld.